# 本頓 (堪薩斯州)
本頓（英語：Benton）是一個位於美國堪薩斯州巴特勒縣的城市。

## 地方資料
根據2020年美國人口普查的數據，本頓的面積為3.62平方千米，當中陸地面積為3.62平方千米，而水域面積為0.00平方千米。當地共有人口943人，而人口密度為每平方千米260.5人。